# 페르세우스자리
페르세우스 자리는 북쪽 하늘의 별자리로, 그리스 신화의 영웅 페르세우스로부터 이름이 유래되었다.
동아시아의 별자리에서는 '권설', '천선', '대릉' 별자리에 해당된다.

## 특징
페르세우스자리는 겨울 하늘, 천정점에서 약간 북쪽에서 볼 수 있는 상당히 밝은 별자리다.
별자리 형태는 알파벳 소문자 u에, 요괴 메두사의 머리를 달고, 칼을 치켜든 모습이다.

## 별과 천체
- 페르세우스자리 알파 (α Per, Mirfak; 팔꿈치): 페르세우스자리에서 가장 밝은 별로, 'Algenib(옆구리)'로도 불리었으나 혼란을 막기위해 WGSN에서 2016년 7월페가수스자리 γ별의 명칭으로 Algenib를 사용하기로 정하고 더 이상 알파별에는 사용하지 않는다. 이 별은 초거성으로, 스펙트럼형은 F5 lb이다. 밝기는 1.79등급이며, 590광년 떨어져 있다. 실제 밝기는 태양보다 5천 배 밝으며, 지름은 62배이다.
- 페르세우스자리 베타 (Algol): 널리 알려진 변광성으로, 고르곤 메두사의 눈에 해당된다. 식변광성의 원형이며, 2.867일 주기로 2.12등급에서 3.39등급으로 밝기가 변화한다. 이 별은 삼연성으로, 93광년 떨어져 있고, 가장 밝은 별의 스펙트럼형은 B8 V이다.
- 페르세우스 초신성 1901 (GK Per): 1901년 2월 23일 발견된 밝은 초신성이다.
- SN 2006gy (Supernova 2006gy): 2006년 9월 18일 발견된 가장 밝은 초신성이다.
- 페르세우스자리 은하단 : 190개의 은하가 모여 있는 오래 된 은하단이다.

### 성단·성운
- 페르세우스자리 h 산개 성단과 χ 산개 성단(이중 성단, Double Cluster, h, χPer): 이들은 NGC 869와 NGC 884로, 각각 산개성단이다. 쌍안경이나 소형 망원경으로 관측하기에 적합하다. 이들을 종종 '이중성단'이라 부르기도 한다. 이들은 서로 수백 광년 떨어져 있으며, 지구로부터 약 7,000광년 거리에 있다.
- 메시에 34: 5.5등급의 산개성단으로, 100개 정도의 별로 구성되어 있으며, 약 1,400광년 떨어져 있다. 실제 크기는 14광년 정도이다. 고급 쌍안경이나 저배율 망원경으로 관측이 가능하다. 찌그러진 X자 모양으로 무리지어 있다.
- 메시에 76: 행성상성운으로, 작은 아령성운(Little Dumbbell Nebula)이라 부른다. 크기는 65˝ 정도이며, 10.1등급의 밝기이다.
- NGC 1499: 발광성운으로, '캘리포니아 성운'이라고도 부른다. 이 성운은 1884년 ~ 1885년에 미국의 천문학자 버나드(Edward E. Barnard)가 발견한 것으로, 천문사진가들에게는 좋은 촬영대상이다. 표면 밝기가 낮아 육안 관측으로는 식별하기 어렵다.
- NGC 1333: 반사성운으로, 별이 생성되는 곳이기도 하다.
- NGC 1260: 현재까지 알려진 우주에서 가장 밝은 천체 'SN 2006gy'를 포함한다.
- 페르세우스자리 알파 성단 (Alpha Persei Cluster 또는 Melotte 20 & Collinder 39): 페르세우스자리 α를 포함하는 산개성단이다.

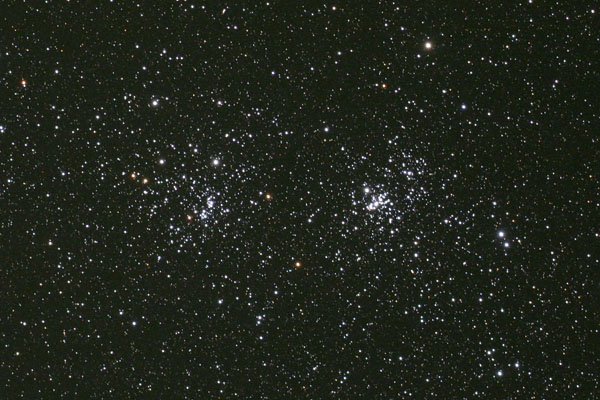
NGC 869와 NGC 884
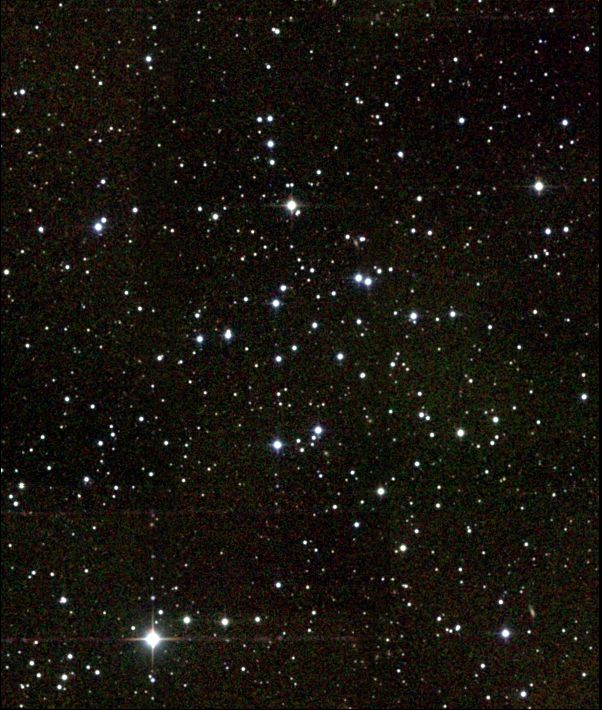
M34 산개성단
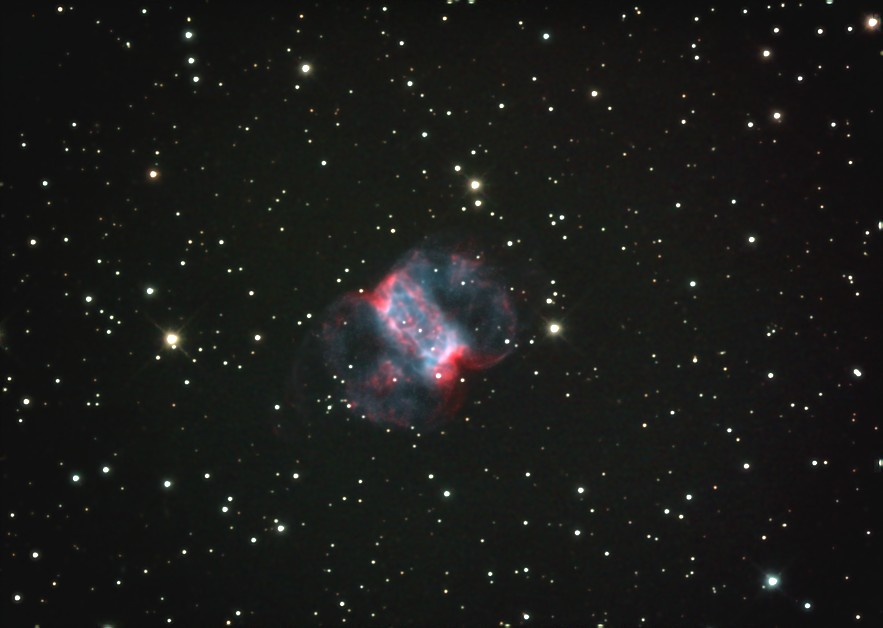
M76 행성상성운
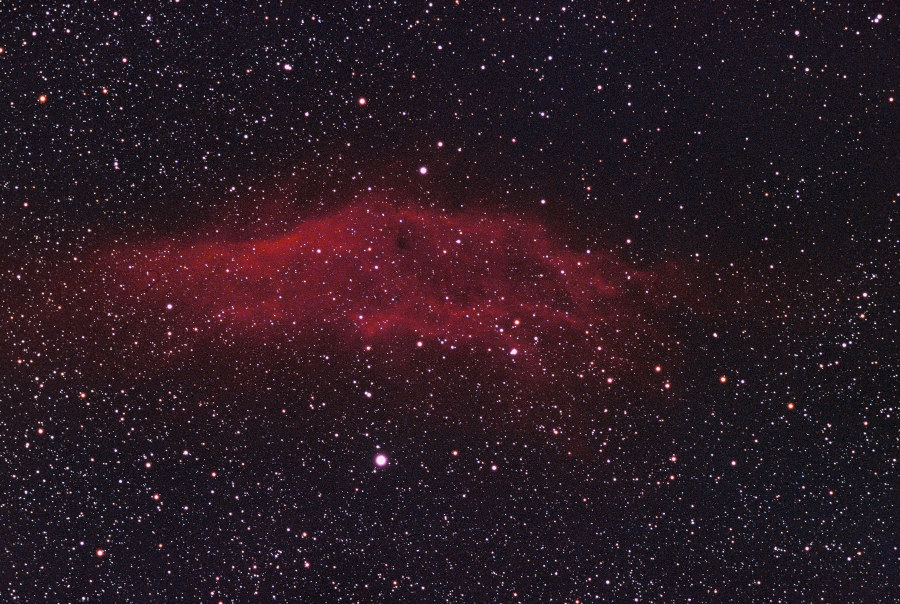
NGC 1499
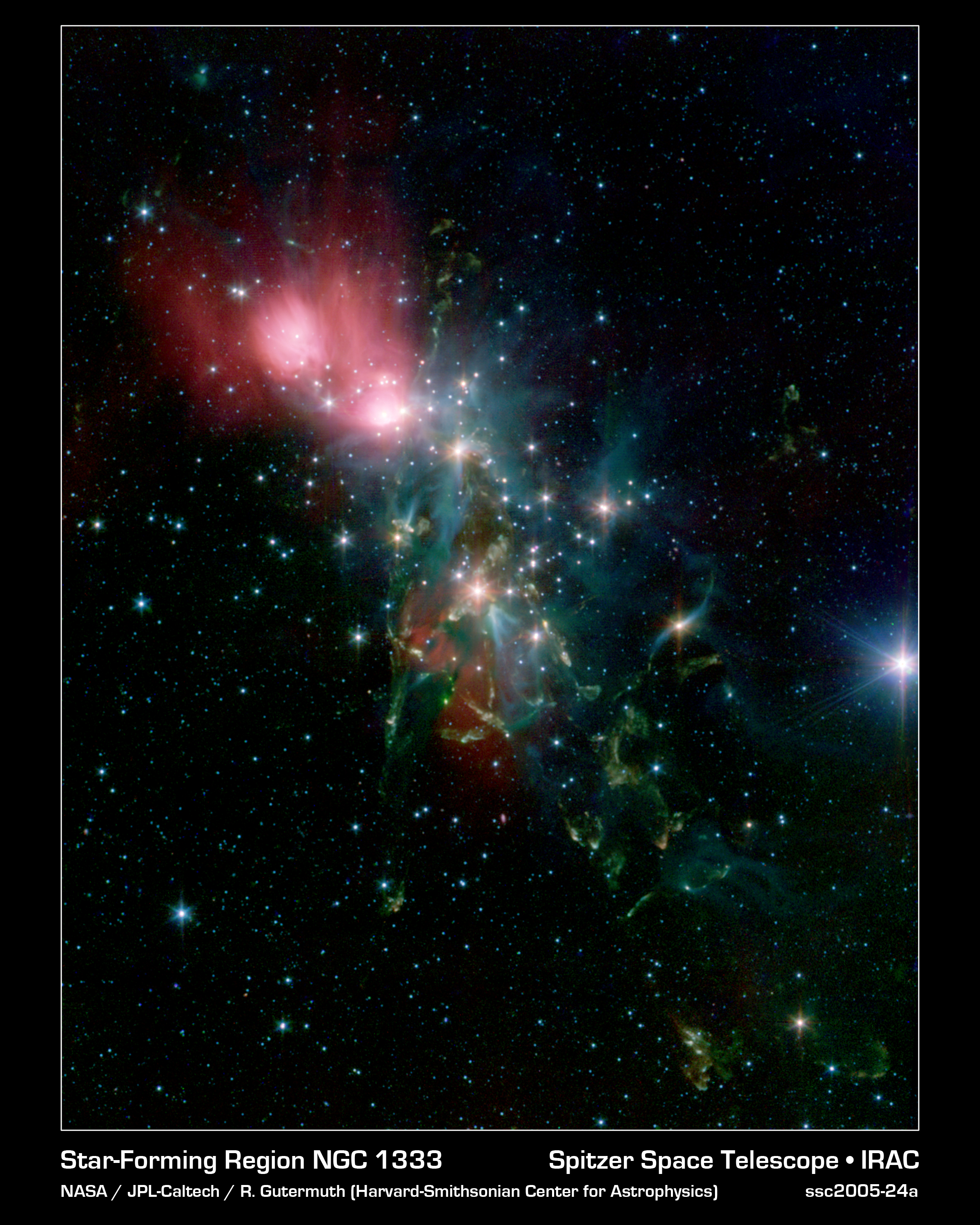
NGC 1333 반사성운

### 유성우
- 페르세우스자리 유성우: 페르세우스자리 β별을 중심으로 한다.
- 8월 중순 밤하늘에는 아름다운 유성우가 내리는데 이때 쏟아지는 유성들이 모두 페르세우스자리에서 나오는 것처럼 보이기 때문에  페르세우스자리 유성우라고 불린다.

## 역사
프톨레마이오스의 48개 별자리 중 하나였으며, 현대 88개 별자리에도 포함된다.

## 신화
페르세우스는, 괴물 메두사를 처치하고, 안드로메다 공주를 바다괴물로부터 구하여 결혼했다. 페르세우스자리는 오른손에 칼, 왼손에 메두사의 머리를 들고 있다. 메두사의 머리는 너무 무서워서 보는 사람은 모두 돌로 변한다고 한다. 이 메두사의 머리에 해당되는 부분이 변광성인 알골이다.

## 같이 보기
- 안드로메다자리
- 고래자리
- 페가수스자리